# Hulsen (Nederweert)
Hulsen is een buurtschap in de gemeente Nederweert.
Hulsen ligt in de hoek waar de Noordervaart en het Kanaal Wessem-Nederweert samenkomen ter hoogte van het kanalenkruispunt (de andere twee kanalen zijn de takken van de doorgaande Zuid-Willemsvaart). In de Noordervaart ligt een schutsluis uit 1922.
Hulsen is door een brug verbonden met Budschop. In het noordoosten ligt Nederweert-Eind.

Dorpen: Budschop · Leveroy · Nederweert · Nederweert-Eind · Ospel · Ospeldijk

Buurtschappen en gehuchten: Boeket · Bosserstraat · De Nieuwe Hoeven · Horick · Horickheide · Hulsen · Klaarstraat · Kreijel · Mildert · Nieuw- en Winnerstraat · Roeven · Schoor · Strateris · Waatskamp

Limburg: Steden en dorpen      Nederland: Provincies · Gemeenten